# Eleições estaduais no Amazonas em 1950
As eleições estaduais no Amazonas em 1950 ocorreram em 3 de outubro como parte das eleições gerais no Distrito Federal, 20 estados e nos territórios federais do Acre, Amapá, Rondônia e Roraima. No dia em questão, foram eleitos o governador Álvaro Maia e o senador Vivaldo Lima Filho, além de sete deputados federais e trinta estaduais.
O vencedor da disputa pelo governo estadual foi o advogado, jornalista e professor Álvaro Maia. Natural de Humaitá, formou-se em Direito em 1917 pela Universidade Federal do Rio de Janeiro. Fundador da Academia Amazonense de Letras foi funcionário público, secretário da prefeitura de Manaus na administração José Francisco de Araújo Lima e auxiliou o governo de Rondônia. Interventor federal no Amazonas após a vitória da Revolução de 1930, permaneceu no cargo até pedir exoneração. Em 1935 foi eleito simultaneamente deputado federal, senador e governador do estado por via indireta, optando pelo último cargo e permanecendo no Palácio Rio Negro até o fim do Estado Novo quando já estava no PSD no qual foi eleito senador e agora retornou ao governo amazonense.
Mediante a vitória de Álvaro Maia sua cadeira de senador foi entregue ao jurisconsulto Anísio Jobim que nasceu na cidade alagoana de Anadia e se formou em 1902 pela Universidade Federal de Pernambuco. Promotor de justiça e juiz em Maragogi, Capela e Maceió, foi jornalista e se transferiu para o Amazonas em 1910 trabalhando às cidades de Manacapuru, Itacoatiara e Coari. Mais tarde foi chefe de polícia do estado, integrou o Tribunal Regional Eleitoral e foi professor da Universidade Federal do Amazonas até que estreou na política ao ser eleito suplente do senador Álvaro Maia pelo PSD em 1945.
Na eleição direta para senador o vitorioso foi o médico Vivaldo Lima Filho. Nascido em Manaus e diplomado pela Universidade Federal da Bahia com especialização em Ortopedia e Traumatologia, iniciou sua carreira política pelo PTB, legenda na qual seu pai foi eleito deputado federal em 1947.

## Resultado da eleição para governador
Com informações do Tribunal Superior Eleitoral.
| Candidatos a governador do estado | Candidatos a vice-governador | Número | Coligação                                      | Votação | Percentual |
| --------------------------------- | ---------------------------- | ------ | ---------------------------------------------- | ------- | ---------- |
| Álvaro Maia PSD                   | Não havia -                  | -      | Aliança Frente Libertadora (PSD, PDC)          | 29.950  | 65,91%     |
| Severiano Nunes UDN               | Não havia -                  | -      | Coligação Trabalhista Udeno-Popular (UDN, PRP) | 15.442  | 33,99%     |
| José Mendes Cavaleiro PRT         | Não havia -                  | -      | PRT (sem coligação)                            | 46      | 0,10%      |
| Fontes:                           |                              |        |                                                |         |            |

## Resultado da eleição para senador
Com informações do Tribunal Superior Eleitoral.
| Candidatos a senador da República | Candidatos a suplente de senador | Número | Coligação                                      | Votação | Percentual |
| --------------------------------- | -------------------------------- | ------ | ---------------------------------------------- | ------- | ---------- |
| Vivaldo Lima Filho PTB            | Ver abaixo -                     | -      | Aliança Popular pró-Getúlio Vargas (PTB, PSP)  | 17.897  | 40,76%     |
| Leopoldo Neves UDN                | Ver abaixo -                     | -      | Coligação Trabalhista Udeno-Popular (UDN, PRP) | 14.690  | 33,46%     |
| Cunha Melo PST                    | Ver abaixo -                     | -      | PST (sem coligação)                            | 11.316  | 25,78%     |
| Fontes:                           |                                  |        |                                                |         |            |

## Resultado da eleição para suplente de senador
Com informações do Tribunal Superior Eleitoral que apurou 29.844 votos nominais.
| Candidatos a senador da República | Candidatos a suplente de senador | Número | Coligação                                      | Votação | Percentual |
| --------------------------------- | -------------------------------- | ------ | ---------------------------------------------- | ------- | ---------- |
| Ver acima -                       | Alfredo Cabral PTB               | -      | Aliança Popular pró-Getúlio Vargas (PTB, PSP)  | 16.009  | 53,64%     |
| Ver acima -                       | Henrique Pinto UDN               | -      | Coligação Trabalhista Udeno-Popular (UDN, PRP) | 11.653  | 39,05%     |
| Ver acima -                       | Miguel Lupi Martins PST          | -      | PST (sem coligação)                            | 2.182   | 7,31%      |
| Fontes:                           |                                  |        |                                                |         |            |

## Deputados federais eleitos
São relacionados os candidatos eleitos com informações complementares da Câmara dos Deputados.

Representação eleita
  PSD: 3
  UDN: 2
  PTB: 1
  PDC: 1

| Deputados federais eleitos | Partido | Votação | Percentual | Cidade onde nasceu | Unidade federativa  |
| Plínio Coelho              | PTB     | 4.031   | 8,87%      | Humaitá            | Amazonas            |
| Antônio Maia               | PSD     | 3.957   | 8,70%      | Humaitá            | Amazonas            |
| André Araújo               | PDC     | 3.938   | 8,66%      | Goiana             | Pernambuco          |
| Rui Araújo                 | PSD     | 3.750   | 8,25%      | Recife             | Pernambuco          |
| Jaime Araújo               | UDN     | 2.898   | 6,37%      | Manaus             | Amazonas            |
| Paulo Nery                 | UDN     | 2.758   | 6,06%      | Manaus             | Amazonas            |
| Pereira da Silva           | PSD     | 2.703   | 5,94%      | Macau              | Rio Grande do Norte |
| Fontes:                    |         |         |            |                    |                     |

## Deputados estaduais eleitos
A escolha dos 30 deputados estaduais do Amazonas aconteceu em pleito suplementar realizado em 11 de março de 1951.

Representação eleita
  PSD: 12
  UDN: 9
  PTB: 4
  PDC: 3
  PSP: 2

| Deputados estaduais eleitos            | Partido | Votação | Percentual | Cidade onde nasceu    | Unidade federativa |
| João Veiga                             | PSD     | 1.256   | 2,76%      | Recife                | Pernambuco         |
| Ney Rayol                              | UDN     | 820     | 1,80%      | Manaus                | Amazonas           |
| Danilo de Aguiar Corrêa                | PSD     | 786     | 1,72%      | Manaus                | Amazonas           |
| José Francisco da Gama e Silva         | PSD     | 733     | 1,61%      | Lábrea                | Amazonas           |
| Túlio Azevedo                          | PTB     | 677     | 1,48%      | Tabatinga             | Amazonas           |
| Josué de Souza                         | UDN     | 652     | 1,43%      | Itajaí                | Santa Catarina     |
| Artur Virgílio Filho                   | PSD     | 622     | 1,36%      | Manaus                | Amazonas           |
| Áureo Melo                             | PTB     | 611     | 1,34%      | Porto Velho           | Rondônia           |
| Coriolano Cidade Lindoso               | PSD     | 604     | 1,32%      | Manicoré              | Amazonas           |
| Raimundo Nicolau Silva                 | PSD     | 600     | 1,32%      | Manaus                | Amazonas           |
| Homero de Miranda Leão                 | UDN     | 587     | 1,29%      | Maués                 | Amazonas           |
| Alfredo Marques da Silveira            | PSD     | 579     | 1,27%      | São Benedito          | Ceará              |
| Adail Garcia de Vasconcelos            | UDN     | 566     | 1,24%      | Humaitá               | Amazonas           |
| Sérgio Rodrigues Pessoa Neto           | PSD     | 560     | 1,23%      | Manaus                | Amazonas           |
| Edmundo Francisco Monteiro             | PSD     | 555     | 1,22%      | Iranduba              | Amazonas           |
| Alexandre Montoril                     | PSD     | 549     | 1,20%      | Assaré                | Ceará              |
| Augusto Pessoa Montenegro              | PSD     | 544     | 1,19%      | Tefé                  | Amazonas           |
| Joaquim Paulino Gomes                  | PSD     | 531     | 1,16%      | Nova Olinda do Norte  | Amazonas           |
| Nilo de Barros Pereira                 | UDN     | 509     | 1,12%      | Eirunepé              | Amazonas           |
| Deolindo de Freitas Dantas             | UDN     | 481     | 1,05%      | Coari                 | Amazonas           |
| Nelson de Miranda Leão                 | UDN     | 472     | 1,03%      | Maués                 | Amazonas           |
| Manoel Alexandre Filho                 | UDN     | 467     | 1,02%      | Bananeiras            | Paraíba            |
| Oder Pogi de Figueiredo                | UDN     | 460     | 1,01%      | Boca do Acre          | Amazonas           |
| Júlio Clóvis Taumaturgo Lobo           | PSP     | 432     | 0,95%      | Rio Preto da Eva      | Amazonas           |
| Paulo Hugo Craveiro Durand             | PDC     | 418     | 0,91%      | Manaquiri             | Amazonas           |
| Wilson Calmon                          | PSP     | 412     | 0,90%      | Colatina              | Espírito Santo     |
| Tércio de Araújo da Silva              | PTB     | 379     | 0,83%      | Barreirinha           | Amazonas           |
| Francisco de Assis Albuquerque Peixoto | PDC     | 368     | 0,80%      | Manaus                | Amazonas           |
| Estácio de Albuquerque Alencar         | PDC     | 360     | 0,79%      | Itacoatiara           | Amazonas           |
| Alfredo Eulipes Jackson Cabral         | PTB     | 251     | 0,55%      | São Paulo de Olivença | Amazonas           |
| Fontes:                                |         |         |            |                       |                    |